# Клод Гакон
Клод Гакон (фр. Claude Gacond; нар. 20 серпня 1931, Невшатель, Швейцарія — пом. 17 листопада 2024) — швейцарський есперантист (з 1952 року) і педагог; почесний член Всесвітньої асоціації есперанто (UEA), а також — почесний член Міжнародної ліги викладачів есперанто (ILEI). Працював диктором мовою есперанто на швейцарському радіо.

## Біографія та творчість
Клод Гакон народився 20 серпня 1931 року у швейцарському місті Невшатель. Став есперантистом у 1952 році. З 1954 по 1969 рік працював педагогом у швейцарській комуні La Sagne округу La Chaux-de-Fonds (кантон Невшатель). У цей період він підготував дисертацію про методи вивчення есперанто.
З 1953 по 1954 рік Гакон був першим секретарем молодіжної асоціації есперанто у Швейцарії (Esperanto-Junularo de Svislando, EJS / SEJ) і швейцарської секції Міжнародної ліги викладачів есперанто (ILEI). Крім того, він був членом комітету Швейцарського товариства есперанто (Svisa Esperanto-Societo). З 1955 року, протягом більш ніж 20 років, Клод Гакон організовував у Адельбодені курси вихідного дня.
Починаючи з 1974 року, Гакон проживав та викладав у місті Ла-Шо-де-фон. У цей період він впродовж п'яти років працював у Центрі документації та дослідження міжнародної мови (Centro de Dokumentado kaj Esploro pri la Lingvo Internacia, CDELI). Крім того, до 1991 року брав участь у роботі Культурного центру есперанто (Kultura Centro Esperantista, KCE).
Протягом декількох років Гакон був членом парламенту кантону. З 1962 по 1992 рік він, разом зі своєю дружиною Андре (Andrée), був диктором мовою есперанто в ефірі Швейцарського об'єднання радіомовлення (SRG SSR).
Вийшовши на пенсію в 1994 році, Клод підготував бібліографію по есперанто і спеціальні літературні колекції з рекомендаціями для вчителів і студентів, які вивчають цю мову.